# أوبن دي سويد فارجاردا - سباق الطريق 2010
أوبن دي سويد فارجاردا - سباق الطريق 2010 هو سباق دراجات هوائية، وهو الموسم رقم 5 من أوبن دي سويد فارجاردا - سباق الطريق، وأقيم في 1 أغسطس 2010 ضمن سباقات كأس العالم لسباق الدراجات على الطريق للسيدات 2010.
فاز بالمركز الأول كيرستن وايلد، وبالمركز الثاني Adrie Visser ‏، وبالمركز الثالث إيما جوهانسون.

## التصنيف العام النهائي
| التصنيف العام          | التصنيف العام        | التصنيف العام | التصنيف العام                              | التصنيف العام |
| العداء                 | العداء               | البلد         | الفريق                                     | الوقت         |
| ---------------------- | -------------------- | ------------- | ------------------------------------------ | ------------- |
| 1                      | كيرستن وايلد         | هولندا        | Garmin–Cervélo (women) ‏                    | 3 س 23 د 33 ث |
| 2                      | Adrie Visser ‏        | هولندا        | كانيون–إس آر إيه إم ‏                       | + 0 ث         |
| 3                      | إيما جوهانسون        | السويد        | Red Sun Cycling Team ‏                      | + 0 ث         |
| 4                      | أنيميك فان فليوتن    | هولندا        | ليف ريسينغ ‏                                | + 0 ث         |
| 5                      | Ellen van Dijk       | هولندا        | كانيون–إس آر إيه إم ‏                       | + 0 ث         |
| 6                      | غريس فيربيك          | بلجيكا        | لوتو بيليسول للسيدات ‏                      | + 4 ث         |
| 7                      | Chantal Blaak        | هولندا        | AA Drink–leontien.nl ‏                      | + 4 ث         |
| 8                      | شارلوت بيكر          | ألمانيا       | Garmin–Cervélo (women) ‏                    | + 4 ث         |
| 9                      | Irene van den Broek ‏ | هولندا        | AA Drink–leontien.nl ‏                      | + 4 ث         |
| 10                     | ميجان دان            | أستراليا      | فريق أستراليا لركوب الدراجات للسيدات 2010 ‏ | + 4 ث         |
| مصدر: Cycling Quotient |                      |               |                                            |               |